# オオコノハムシ
オオコノハムシ（大木の葉虫、学名：Pulchriphyllium giganteum〈プルクリフィリウム・ギガンテウム〉）は、東南アジア（タイ南部・西マレーシア・カリマンタン）に分布する昆虫。世界で最も大きいコノハムシ。

## 学名
種小名のgiganteumはラテン語で「巨人」を意味し、その名の通り属 Pulchriphyllium（プルクリフィリウム）の中で最も大きいコノハムシである。

## 分布
タイ南部や西マレーシアのタマンヌガラ国立公園（世界最古の熱帯雨林）、カリマンタンに分布する。

## 形態
卵
長さは8.5ミリメートル、幅は4ミリメートル、光沢のある黒色であり、例えるなら種子に似ている。
幼虫
体長は2センチメートル。見た目は成虫に似ているが褐色である。
成虫
全体的に平たく緑色で、背中は葉脈のように見え、付属肢も千切れた葉のように変形しており、褐色の斑点が葉っぱの枯れ具合を模倣する。メスの体長は最大12センチメートルに達することもあり、触角は短く、羽は未発達、あるいは退化したものである。逆にオスはメスよりも小さくて細いが、触角と羽は長く、体色も半透明の緑であるが、前提としてオスの個体は発見することが極めて困難なほどに少ない。

### 変態
幼虫は最初の脱皮が終わると徐々に緑がかった色になり、生後7か月で性成熟した大きな成虫になる。

## 生態

### 食物
幼虫の段階から植物食性である。

### 繁殖
成虫になったメスは4週間後に産卵が可能になる。繁殖は単為生殖によって行われるため、メスが生んだ無精卵は受精することなく約6か月後に孵化し、遺伝的にみれば母親と変わらないメスの幼虫が生まれる。この単為生殖は突然起こった大きな環境の変化には適応できない欠点があるが、オスが不在であってもメスが多くの子孫を残せるという利点がある。

### 被食
森のあらゆる虫食動物（爬虫類・鳥類・哺乳類）にとって貴重な食物である。

### 寿命
メスの寿命は1年だが、オスの寿命はわずか数週間である。

## 飼育
少なくともオオコノハムシの体長の3倍、体幅の2倍の大きさのガラスケースを用意し、温度を22〜25℃、湿度を60〜70%にして換気を保てば十分である。餌はキイチゴのようなバラ科の葉がよいが、オークの葉やグァバ、インドナシの葉でもよい。なお、飼育下においては常にメスが生まれる。ただし、日本国内においては植物防疫法により輸入は禁止されており、飼育することができない。

## 関連記事
- コノハムシ科